# 高梨氏
高梨氏（たかなしし/たかなしうじ）は、信濃国北部（高井郡・水内郡）に割拠した武家の氏族。全盛期の本拠地は、現在の長野県中野市に相当する。

## 平安末期から源平合戦
高梨氏は、同じ北信濃の名族清和源氏井上氏流を名乗り、井上家季の息子高梨盛光の末裔（まつえい）であると称している（『尊卑分脈』）。本家の井上氏に従い、前九年の役に出陣した後、本郷高梨氏（総領家）と山田高梨氏に別れたとされるものの、系図には疑うべき余地も多く、実際には源平合戦（治承・寿永の乱）の際は井上一族ではなく安曇郡の桓武平氏仁科氏らと行動を共にしていたので、当時の慣習から見て別の一族であった可能性がある。
高梨高信・高梨忠直らは源義仲傘下として越後から南下した城助職率いる平家方を破り、その後も源義仲に最後まで従ったと思われ、高梨忠直は京都の六条河原で刑死した記録が残されている。また、建久元年（1190年）頼朝が上洛した際の御家人の中に高梨次郎の名が見え、鎌倉時代も御家人として存続していたことが伺われる。その後は保科氏らと婚姻関係を結びつつ北方へ領土を拡大していった。建治元年（1275年）5月六条八幡新宮の造営費用が全国の御家人に求められると、信濃国に住む高梨判官代跡（後裔）が5貫文を納めている。

## 南北朝時代
建武の新政では高梨義繁が後醍醐天皇方の武者所の寄人を務めたとされる。南北朝時代には埴科郡に割拠する有力豪族村上氏と共に北朝方に属し、正平6年/観応2年（1351年）6月に高梨経頼は小笠原為経・小笠原光宗らと直義党の諏訪直頼の代官祢津宗貞と野辺原（須坂市野辺）で戦い、8月には富部御厨（長野市川中島町）、善光寺、米子城（須坂市米子）で戦った。正平11年/延文元年（1356年）、上杉憲将の支援する市河氏と戦い、小菅荘（飯山市）まで勢力を伸ばした。また北信濃の南朝方香坂心覚（根津一族と思われる香坂氏6代目）との抗争、越後の南朝方上杉兵庫助との牧城における戦いにも高梨五郎・高梨時綱らの名が見える。

## 室町時代
明徳の和約による南北朝合一後、守護の斯波義種に反抗して元中4年/嘉慶元年（1387年）善光寺に村上頼国、小笠原清順、長沼太郎らと挙兵し5月に平柴（長野市安茂里）の守護所を攻めて漆田原（長野市中御所）で戦い、8月には守護代の二宮氏泰が篭城する横山城を攻め落とし、続いて生仁城（千曲市雨宮）も攻めた。
明徳3年（1392年）、当時の惣領である高梨朝高が室町幕府に対して10名の一族や被官の所領の安堵を求めて言上状を出しているが、その中には東条荘をはじめ、高井郡北部から水内郡にかけての惣領の所領9か所を含む30か所の所領を書き上げられている。なお、既に高梨氏の本領として安堵されている土地は記載されていないと考えられるため、実際にはより広い所領を有していたと考えられる。また、所領の中には須田氏・井上氏・村上氏の勢力圏と近接する地域もあった。それだけに惣領の権力や求心力の維持や他の国人との関係が課題としてあったことが知られる。
さらに応永7年（1400年）に信濃守護職小笠原長秀との間で行われた大塔合戦では、高梨氏や井上一族など北信濃衆は500騎を動員しており、この数は信濃国人衆の筆頭（信濃惣大将）である村上氏と同数で、東信濃の名族海野氏の300騎を上回る。この戦いで高梨朝高の名が見える。その次男は善光寺後庁にある在庁官人の介職として上条介四郎と名乗った。
応永10年（1403年）に細川慈忠が幕府料国となった信濃国に「大将」として入国した際には、村上氏や大井氏、井上氏らが従わず段の原や生仁城で戦って敗走させた。翌応永11年（1404年）12月には幕府代官の所領実態究明を拒む高梨左馬助朝秀とも合戦となって桐原や若槻、下芋河、替佐、蓮、東条などを転戦した。また朝秀は上杉禅秀の乱後に将軍足利義持と公方足利持氏が対立すると、将軍方に立って関東に出兵している。
このように南北朝時代に善光寺平北部地域一帯から越後の一部にまで及ぶ勢力拡大に成功していた様子が伺われる。室町時代には、高梨惣領家と山田高梨・中村高梨・江部高梨を併せて高梨四家と呼ばれていたと記されている。
永享年間に入ると、守護小笠原氏の信濃支配が一定の安定を見るが、高梨氏は結城合戦では小笠原氏の指揮下で行動する一方、高梨教秀が将軍足利義教の偏諱を受けるなど幕府との直接関係を維持していた。
地理的に近い越後椎谷にも所領があったことから越後の勢力の影響を高梨氏も受けるようになる。寛正4年（1463年）12月には、信濃半国守護職を得た越後守護上杉房定の一族上杉右馬頭が、享徳の乱で足利成氏に通じた高梨氏を討伐するため高井郡高橋（中野市西条）に攻め入った際には、高梨政高がこれを破っている。寛正6年（1465年）6月に室町幕府が上杉房定と守護の小笠原氏に高梨政高と村上政清の討伐を命じたことをきっかけに周辺の国衆が高梨・村上領を攻撃し、国衆同士の争いが激化した。応仁3年（1468年）には隣接する井上政家と狩田郷の領有を巡る争奪戦を演ずるなど高梨氏は村上氏と共に、北信濃の一大勢力として認識されるようになる。
幕府や周辺勢力との対立の中で高梨氏の惣領は次第に権力を強めて、一族は次第に被官化されていく。特に文明16年（1484年）には鎌倉期には既に惣領から自立する存在となっていた山田高梨氏を攻めてこれを服属させたのはその象徴的な事件であった。

## 戦国時代以降
高梨政盛の代に、越後守護代の長尾氏と関係を強めるため、長尾能景に娘を嫁がせるが、その娘が産んだ長尾為景（上杉謙信の父）が越後守護代となり、室町末期には越後で守護上杉家と長尾家の争いが起きると、高梨氏もそれに巻き込まれることになった。また明応4年（1495年）には善光寺を巡って村上政清と争いとなり善光寺を焼失させた。政盛と高梨澄頼はこの時に同寺の本尊を本拠地に持ち帰ったとされ河東善光寺縁起（南照寺）にあるものの悪病の流行で3年もたたないうちに返還したとされる。
永正4年（1507年）、越後の永正の乱において為景が越後守護上杉房能を殺害した際には為景を支援している。また房能の兄で関東管領上杉顕定が為景をいったんは放逐するが、永正7年（1510年）の長森原の戦いに為景方の援軍として出陣して顕定を敗死させている。政盛は永正10年（1513年）頃までに善光寺平北部の中野郷を奪取して本拠地と定め、高梨氏の全盛期を築いたとされている。しかしその年のうちに政盛が死去、越後では為景と新守護上杉定実の争いが起き、近隣の井上一族を始め信濃島津氏や栗田氏、海野氏ら北信濃の国人衆が上杉方に付き、唯一の長尾方として孤立していくこととなる。さらに善光寺平を手中に収めようとする村上氏との対立もあり、高梨氏に討たれて没落していた中野氏の牢人･被官に混じって高梨一族が高梨宗家に対して反乱を起こして村上氏支配地の小島田（長野市）に集結した。以後、高梨氏は弱体化していった。
それでも政盛の孫の高梨政頼の頃まで独立性を保ってきたが、村上氏を撃破した甲斐国の武田晴信の侵攻を受け、弘治年間（1555年 - 1558年）に本拠地中野郷から信越国境に近い飯山郷まで後退した。その後、長尾景虎（上杉謙信）の支援を受けて一時的に所領を取り返したが、その後武田と長尾（上杉）の対立（川中島の戦い）の中で他の北信濃国人衆と共に上杉家の家臣化が進んでいった。
天正10年（1582年）3月に、織田信長の甲州征伐により武田氏は滅亡し、織田氏の家臣森長可が信濃川中島四郡を領する。同年6月の本能寺の変により長可は信濃から撤退、越後の国の上杉景勝が進出する（天正壬午の乱）。これに伴い高梨氏は旧領に復帰することができた。
豊臣政権による文禄・慶長の役では上杉軍として高梨頼親が熊川に在陣し城を修築している。その後上杉家は、会津・米沢藩と転封を重ねるが、頼親もこれに従っている。彼の子孫は米沢藩士として江戸時代に代々続いた。
この系統の他に、尾張や丹後または相模国などに移住した高梨氏もあったと言う。現在の高梨家の末裔として認知されている一族は尾張高梨家出身である。

## 歴代の人物
- 高梨盛光（井上家季の子）
- 高梨忠光（盛光の子）
- 高梨忠直（忠光の子）
- 高梨朝定（忠直の子）
- 高梨盛高（盛光の子、忠光の弟）
- 高梨高信（盛高の子）
- 高梨高家（盛高の昆孫、頼高の来孫、頼平の玄孫、経高の曾孫、泰高の孫、経家の子）
- 高梨朝高（高家の子）
- 高梨朝秀（朝高の子）
- 高梨教秀（朝秀の孫、高景の子）
- 高梨政高（教秀の子）
- 高梨政盛（政高の子）
- 高梨澄頼（政盛の子）
- 高梨清秀（政盛の子、澄頼の弟）
- 高梨政頼（澄頼の子）
- 高梨頼治（政頼の子）
- 高梨秀政（政頼の子、頼治の弟）
- 高梨頼親（政頼の子、頼治、秀政の弟）
- 高梨頼清（頼親の子）